# Stephanus Petrus le Roux
Pour les articles homonymes, voir Le Roux.
Stephanus Petrus le Roux (né le 4 mars 1891 près de Oudtshoorn dans la colonie du Cap et mort le 25 janvier 1974 à Koffiefontein dans l'État libre d'Orange) est un homme politique sud-africain, membre du parti national, député de Oudtshoorn (1923-1958) et ministre de l'agriculture dans les gouvernements de Daniel François Malan (1948-1954) et de JG Strijdom (1954-1958). 

## Origines
Fils de Stephanus Daniel Petrus le Roux et de Cathrina Jacomina Maria Olivier, S.P. le Roux passa son enfance dans la région du Karoo, suivant sa scolarité successivement dans les écoles, collèges et lycée à De Rust, George, Graaff-Reinet et Oudtshoorn. Il poursuit des études supérieures au Victoria College (aujourd'hui l'Université de Stellenbosch) où il obtient un B.A. en 1913 puis reçoit une bourse pour étudier le droit au Collège Rhodes à  Grahamstown. Après des études poursuivies au Grey College, il obtient un LL.B. (1918) et est admis au Barreau du Cap. 
Il devient un spécialiste des questions juridiques agricoles et syndicales ainsi que questions liées aux aides sociales agricoles. 

## Carrière politique

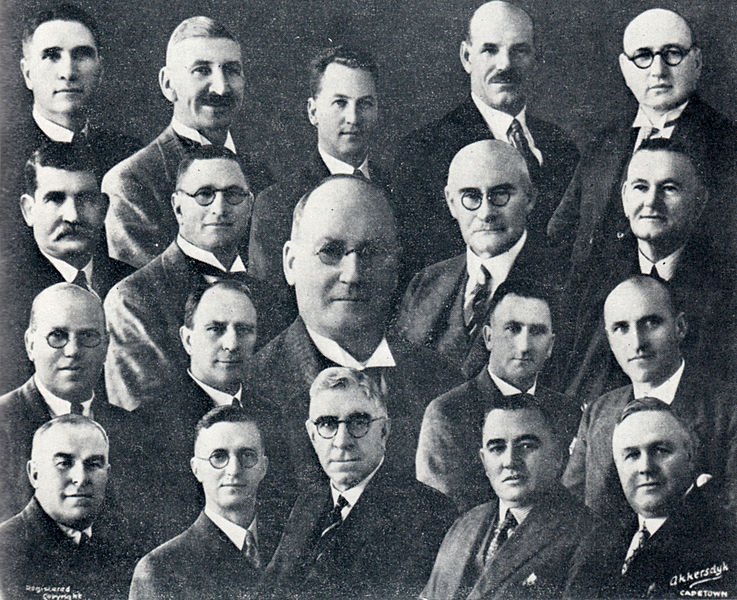
S.P. le Roux (en haut le 1er à gauche) fait partie des 19 députés nationalistes qui fondent le Parti national purifié

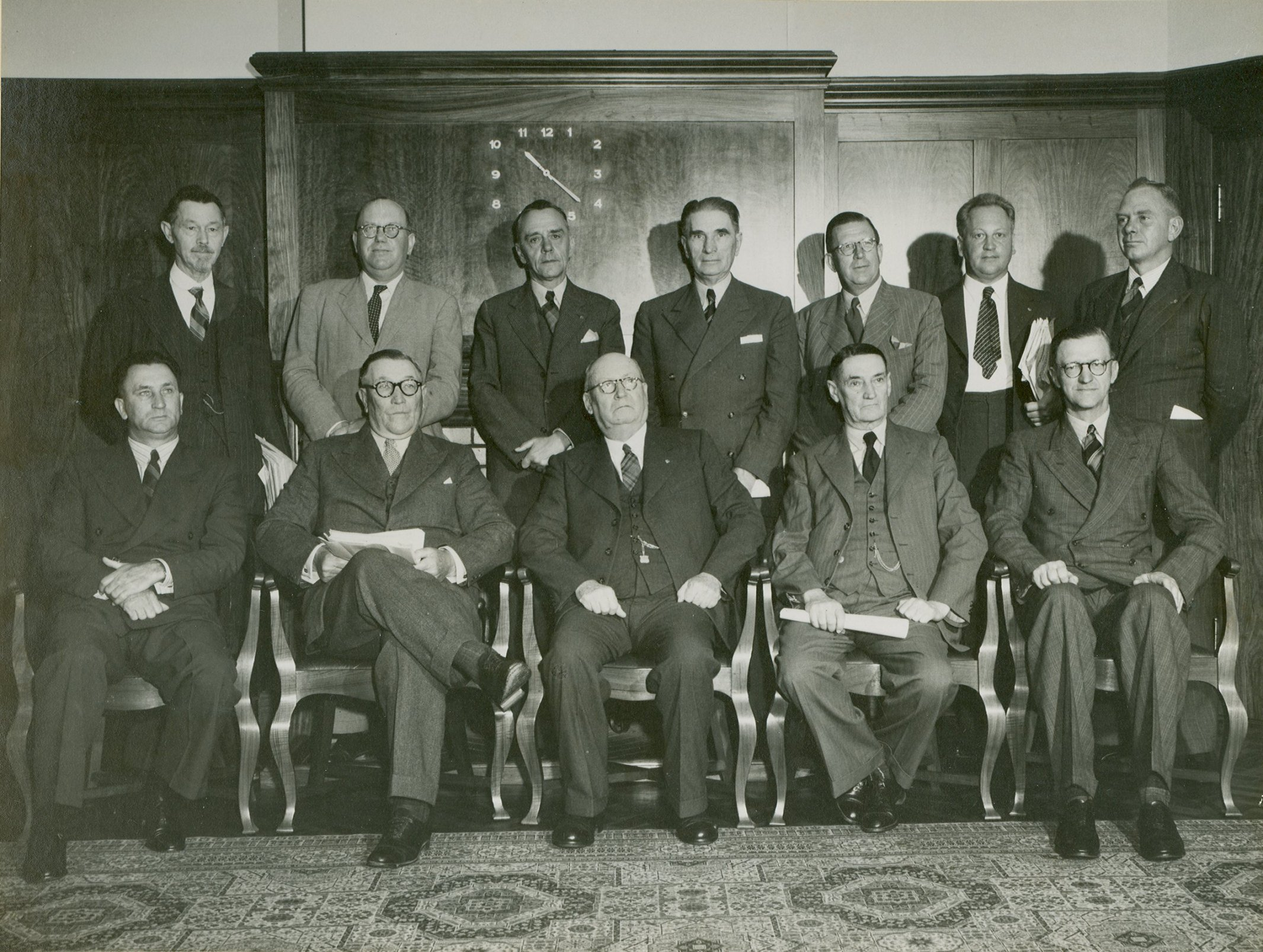
Le 1er gouvernement nationaliste en 1948, dirigé par DF Malan
au premier rang:JG Strijdom, Nicolaas Havenga, DF Malan (premier ministre), E.G. Jansen, Charles Swart
Au second rang: A.J. Stals, P.O. Sauer, Eric Louw, S.P. le Roux, Theophilus Dönges, F.C. Erasmus et Ben Schoeman

Intéressé par la politique dès ses études, S. P. le Roux prend parti pour le général James Barry Hertzog lors de la crise politique de 1912 qui ébranle alors le gouvernement de Louis Botha. 
En 1922, il est candidat à la candidature au conseil provincial du Cap pour le parti national dans la circonscription de Oudtshoorn mais doit s'effacer devant J.E. Potgieter. 
Le 8 mars 1923, à l'occasion d'une élection partielle provoquée par la mort du député titulaire, J.A. Raubenheimer (Parti sud-africain), S. P. le Roux est élu député de la circonscription d'Oudtshoorn. Le Roux l'emporte en tant que candidat du parti national sur le candidat gouvernemental J.H. Schoeman et représente la circonscription rurale de Oudtshoorn pendant 35 ans.
Spécialiste des questions agricoles, notamment de celles relatives au tabac, Le Roux fait partie en 1934 des 19 députés nationalistes qui refusent la fusion de leur mouvement politique dans le parti uni. Il demeure alors au parti national dirigé par Daniel François Malan. En 1948, il entre au gouvernement dirigé par Malan en tant que ministre de l'Agriculture et des Forêts (1948-1949). Il est ensuite ministre de l'Agriculture jusqu'en mai 1958, date de son retrait de la vie politique pour des raisons de santé.  
Il vit ses dernières années sur sa ferme de Wagenmakersdrift près de Koffiefontein dans l'État libre d'Orange où il meurt en 1974.

## Vie privée
Marié en 1921, il est le père de l'écrivain Etienne Leroux.